# Лосно (озеро)
Лосно — озеро в Щукинской волости Пустошкинского района Псковской области. По восточному берегу проходит граница с Пригородной волостью.
Площадь — 4,5 км² (454 га, с островами — 4,85 км² или 484,6 га). Максимальная глубина — 8,0 м, средняя глубина — 2,5 м, площадь водосбора 79,2 км².
На берегу озера расположены деревни: Васильки, Черепяги, Лосно, Рахново.
Проточное, через протоки-озёра соединено с рекой Великая.
Тип озера лещово-плотвичный с уклеей. Массовые виды рыб: щука, окунь, плотва, лещ, язь, линь, налим, ерш, красноперка, щиповка, верховка, вьюн, пескарь, уклея, густера, карась, голец, бычок-подкаменщик; широкопалый рак (единично).
Состоит из нескольких плесов: Дубно (южное), Трухново и собственно Лосно (северное). Для озера характерны в литорали — песок, заиленный песок, глина, камни, в центре — ил, заиленный песок.